# Inkhundla Nhlambeni
L'Inkhundla Nhlambeni è uno dei sedici tinkhundla del distretto di Manzini, nell'eSwatini.

## Geografia antropica

### Suddivisioni amministrative
L'Inkhundla è suddiviso nei 3 seguenti imiphakatsi: Dwaleni, Kashali, Njelu.